# Parallels of Infinite Torture
Parallels of Infinite Torture är det amerikanska death metal-bandet Disgorges fjärde studioalbum, släppt maj 2005 av skivbolaget Crash Music Inc..

## Låtförteckning
1. "Revealed in Obscurity" – 5:13
2. "Enthroned Abominations" – 4:05
3. "Atonement" – 2:57
4. "Abhorrent Desecration of Thee Iniquity" – 4:15
5. "Forgotten Scriptures" (instrumental) — 2:01
6. "Descending upon Convulsive Devourment" – 4:38
7. "Condemned to Sufferance" – 4:57
8. "Parallels of Infinite Torture" – 5:03
9. "Asphyxiation of Thee Oppressed" – 5:42
10. "Ominous Sigils of Ungodly Ruin" – 4:39

Text och musik: Disgorge

## Medverkande
Musiker (Disgorge-medlemmar)
- Levi Fuselier – sång
- Diego Sanchez – gitarr
- Ricky Myers – trummor
- Ben Marlin – basgitarr
- Ed Talorda – gitarr

Produktion
- John Beard – ljudtekniker
- Michael Kiner – ljudtekniker, ljudmix
- Colin Davis – mastering
- Jon Zig – omslagskonst
- Joel Sta – layout
- Vic Mendoza – logo